# Котеже
Котеже (пол. Koteże, нім. Kottisch) — село в Польщі, у гміні Староґард-Гданський Староґардського повіту Поморського воєводства.
Населення — 806 осіб (2011).
У 1975-1998 роках село належало до Гданського воєводства.

## Демографія
Демографічна структура станом на 31 березня 2011 року:
|          | Загалом | Допрацездатний вік | Працездатний вік | Постпрацездатний вік |
| -------- | ------- | ------------------ | ---------------- | -------------------- |
| Чоловіки | 394     | 94                 | 279              | 21                   |
| Жінки    | 412     | 100                | 267              | 45                   |
| Разом    | 806     | 194                | 546              | 66                   |